# Mazabuka
Mazabuka – miasto w Zambii; w Prowincji Południowej; 96 tys. mieszkańców (2010). Przemysł spożywczy, włókienniczy.
Miasto znajduje się w północnej części Prowincji Południowej, przy linii kolejowej z Lusaki do Livingstone oraz drodze T1. Znajduje się tu szkoły Kaonga Primary School oraz St. Edmunds Secondary School, szpital Mazabuka District Hospital, kościół Mazabuka Catholic Church oraz oddział banku Zambia National Commercial Bank. W najbliższej wsi, Nakambala, działają zakłady cukrowe Zambia Sugar Company Ltd..